# Sinti-Mausoleum Osendorf

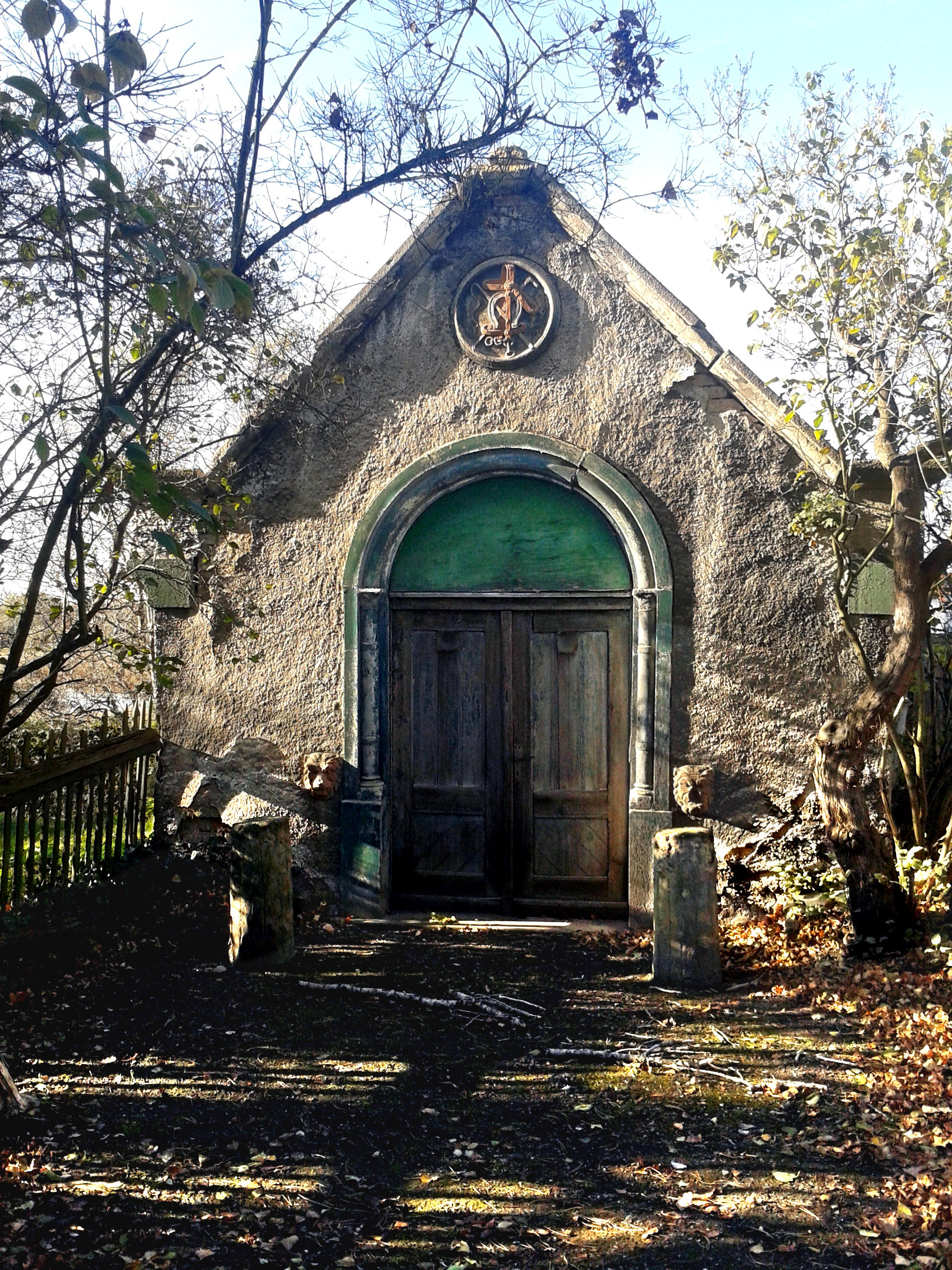
Sinti-Mausoleum, 2013

Das Sinti-Mausoleum ist ein Grabmal im Ortsteil Osendorf von Halle (Saale). Es wurde um das Jahr 1915 für den in Osendorf verstorbenen österreichischen Sinto Josef Weinlich errichtet. Im Denkmalverzeichnis Sachsen-Anhalts ist das Mausoleum mit der Erfassungsnummer 094 18536 eingetragen.

## Geschichte
Josef Weinlich war ein im Ort ansässiger Pferdehändler, der eigentlich Nauni hieß, aber einen deutschen Namen annehmen musste, um eine Aufenthaltserlaubnis in Deutschland zu bekommen. Die Dörfer Osendorf und Radewell dienten zu jener Zeit häufig als Winterquartier der fahrenden Sinti, die hier ihre Zelte und Wagen aufstellten. Sie wurden daher auch als „Osendorfer Gruppe“ bezeichnet. Nauni/Weinlich war unter ihnen hoch angesehen, da er als Rechtsprecher der „Osendorfer Gruppe“ agierte. Er starb am 9. Oktober 1915. Sein Grabmal wurde auf dem von ihm ausgewählten Gelände des Osendorfer Friedhofs noch zu seinen Lebzeiten errichtet.
Er wurde darin in einem Eichensarg mit einem kleinen Fenster am Kopfende beerdigt. Unter den Einwohnern war das Denkmal als „Zigeuner-Mausoleum“ und „Zigeunerkapelle“ bekannt. Später wurden noch zwei Nachfahren Naunis in Särgen hier beerdigt, zudem gab es drei Urnen, die aber nicht mehr in dem Mausoleum sind. Die Namen der drei Urnenbestattungen waren auf einer Tafel verzeichnet, so dass sie als Wilhelm Ernst (1852–1937), Paul Ernst (1880–1946) und Rudolf Wesel (1887–1946) identifiziert werden konnten. Diese waren miteinander verwandt. Zu Rudolf Wesel konnte ermittelt werden, dass er im Zwangslager Berlin-Marzahn interniert wurde und dort von Leni Riefenstahl für den Film Tiefland als Komparse ausgewählt wurde. Eine in der Nachbarschaft lebende Familie kümmerte sich bereits seit zirka 1930 um den Erhalt und die Pflege des Mausoleums, wofür sie von den Sinti bezahlt wurde. Fälschlicherweise wird Nauni/Weinlich teilweise mit der Person des sogenannten „Zigeunerkönigs“ von Radewell vermischt, der aber lediglich ein entfernter Verwandter namens Johann Watosch war, der 1926 in Berlin starb. Aufgrund der größtenteils mündlichen Überlieferung der Details sind der Name und Rang der zuerst beerdigten Person nicht vollständig gesichert.
Im Jahr 2012 war eine erste Notsicherung notwendig, bei der zwei der drei Särge geborgen wurden. Nach weiteren deutlichen Verfallserscheinungen, darunter größere Risse und bröckelnder Putz, die auf die schlechte Gründung am Rand der Saale-Elster-Aue bei Halle zurückzuführen sind, bestand dringender Handlungsbedarf, weshalb der hallesche Verein Zeit-Geschichte(n) e.V. und die Gedenkstätte Roter Ochse Halle (Saale) eine Initiative für die Restaurierung starteten. Diese beschäftigt sich seitdem auch mit Möglichkeiten des Erinnerns an die ermordeten Sinti und Roma. Regelmäßig wurde zum Tag des offenen Denkmals auf das Bauwerk aufmerksam gemacht. Hierbei spielt die Arbeit mit Schülerinnen und Schülern des halleschen Elisabeth-Gymnasiums eine wichtige Rolle, die in eigenen Projekten die Erforschung der Geschichte – etwa durch Auswertung von archivalischen Quellen – weiterführen. Zudem wirken sie an der Organisation des Programms zum Tag des offenen Denkmals mit und veranstalteten u. a. im Jahr 2023 eine Spendenaktion für den Erhalt.
Bereits im Jahr 2018 gab es gemeinsame Planungen von Stadt und Initiative, das Mausoleum zu einer Gedenkstätte für die im Jahr 1943 in die Konzentrationslager Auschwitz und Mittelbau-Dora deportierten und ermordeten Sinti umzugestalten. Da der ehemalige Osendorfer Friedhof seit der Entwidmung im Jahr 2012 ein Spielplatz ist, wurde das Mausoleum im Jahr 2022 mit einer Gedenktafel versehen, die seine Bedeutung erklärt. Der Kulturausschuss der Stadt Halle beschloss am 7. August 2024 die denkmalgerechte Sanierung des Kulturdenkmals mit einem Gesamtwertumfang in Höhe von 350.000 Euro, nachdem der Haushaltsausschuss des Bundes am 3. Juli 2024 die Bereitstellung von Geldern aus dem Denkmalschutz-Sonderprogramm der Beauftragten der Bundesregierung für Kultur und Medien zugestimmt hatte. Baubeginn soll im 2. Quartal 2025 sein.

## Baubeschreibung
Das Mausoleum ist eine kleine Grabkapelle, die um 1915 errichtet wurde. Im Jahr 1998 wurde sie unter Denkmalschutz gestellt. Das nach Südosten gewandte Portal ist rundbogig gestaltet, wodurch sich ein Türbogenfeld bildet, das als einzige Lichtquelle diente, heute aber verdeckt ist. Das Portal wird von Säulen flankiert und ist mit zwei Löwenköpfen zusätzlich geschmückt. Über ihm befindet sich ein Reliefstein mit den Insignien Naunis (Hufeisen, Kandare, Reitpeitschen). Den Giebel krönte lange Zeit ein Stein, der aber mittlerweile nicht mehr erhalten ist. Die Fassade war mehrfarbig gestaltet. Vor dem Mausoleum stehen zwei kleine Stelen.

## Würdigung
Romani Rose, Vorsitzender des Zentralrats Deutscher Sinti und Roma, ordnete das Mausoleum im Juli 2024 folgendermaßen ein: „Diese Grabstätte ist ein wichtiges Kulturgut für die nationale Minderheit der deutschen Sinti und Roma, das ihre lange Geschichte in Halle dokumentiert.“ Es handele sich um eines der wenigen nach dem Holocaust erhaltenen materiellen Zeugnisse, das an das Leben der Minderheit in Sachsen-Anhalt erinnert. Neben diesem Mausoleum ist nur eine weitere überdachte Grabstelle der Sinti in Deutschland bekannt. Sie befindet sich in Merzig. Mutmaßlich handelt es sich zudem um das einzige von Sinti erbaute Gebäude in Mitteldeutschland.